# Geschiedenis van de Joden in Nederland

Twee synagoges in Amsterdam in 1861, schilderij van Willem Hekking.

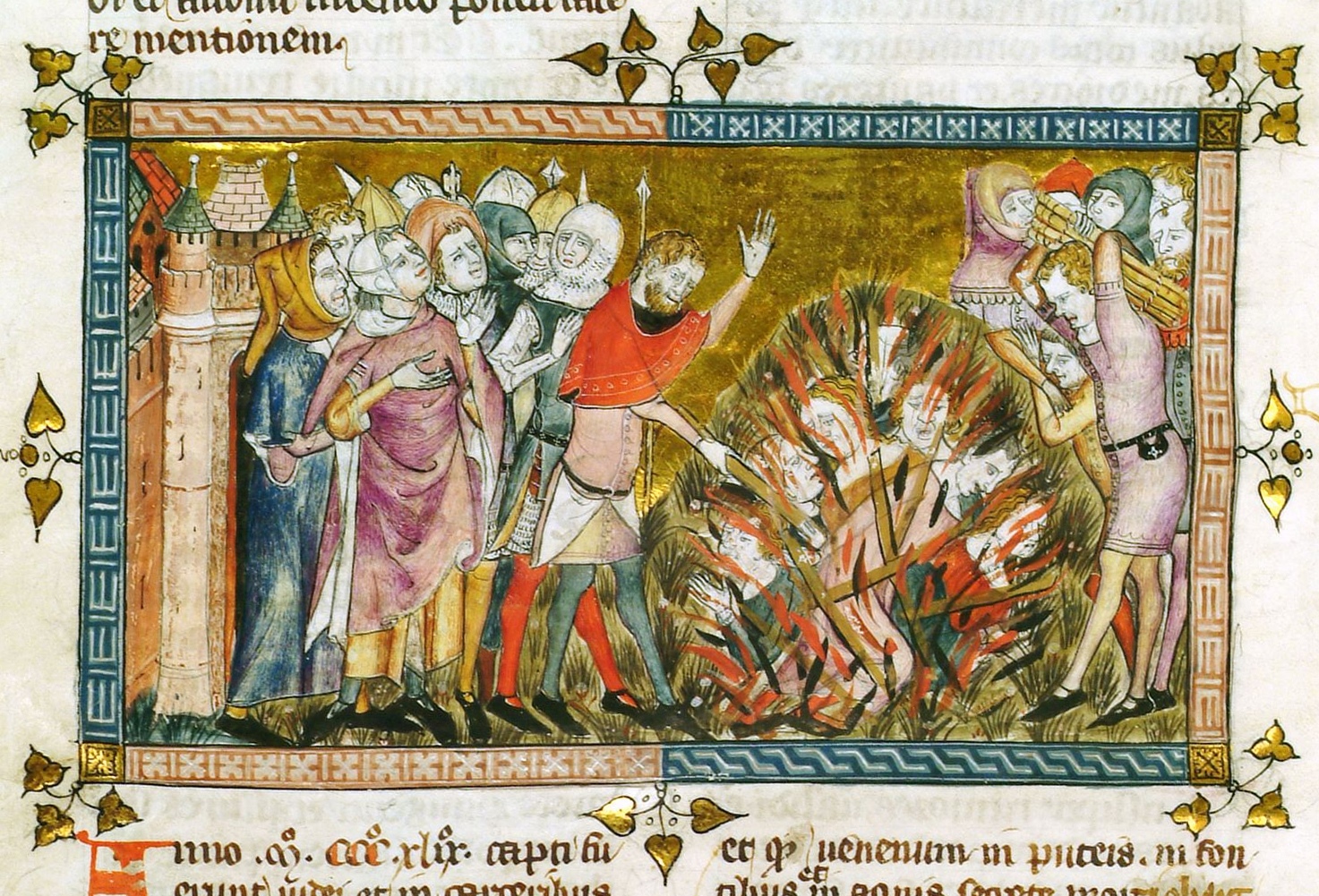
Jodenverbranding tijdens de pestepidemie van 1349

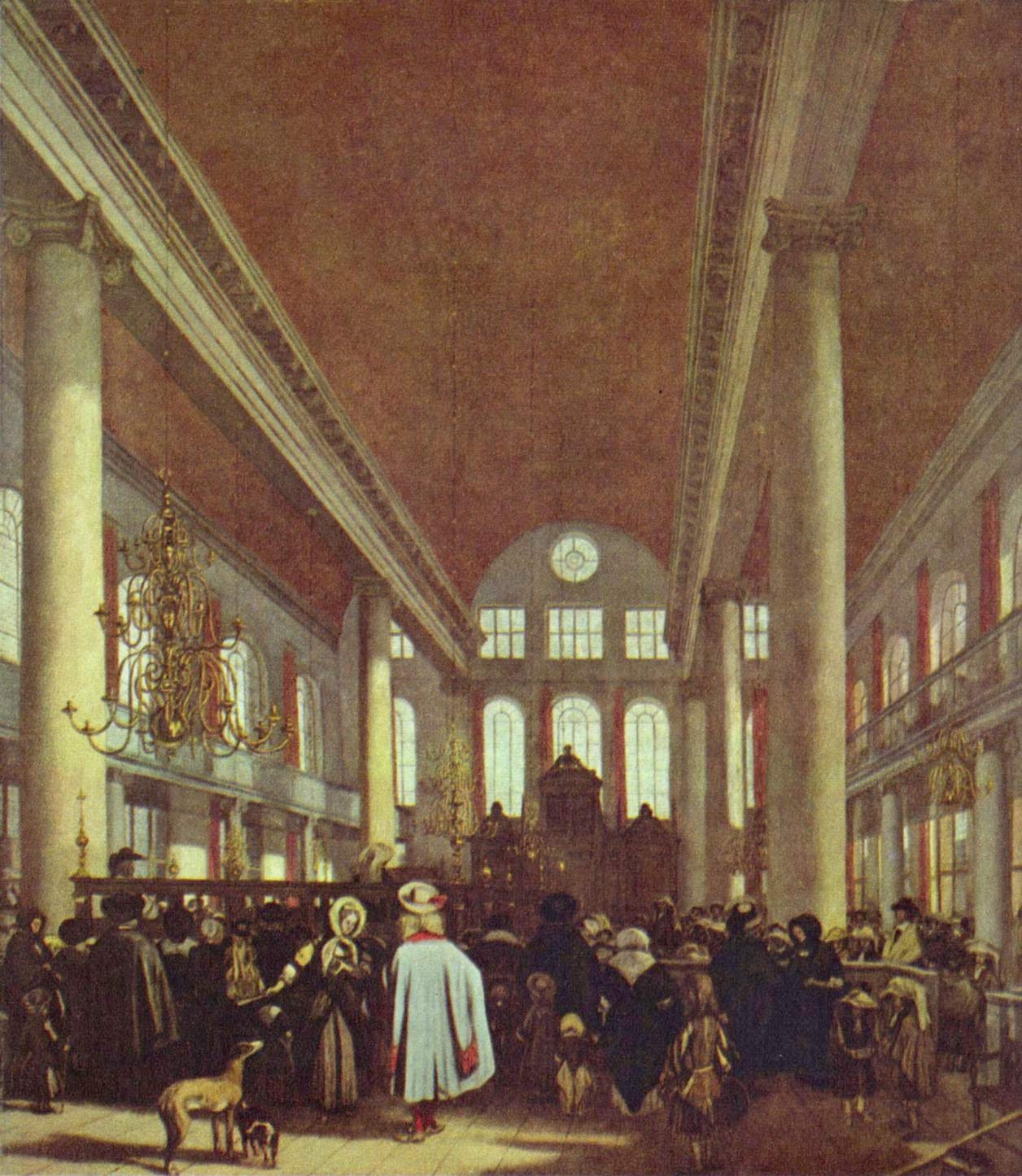
Interieur van de Portugees-Israëlitische Synagoge (Snoga) in Amsterdam. Schilderij van Emanuel de Witte, circa 1680, collectie Rijksmuseum, Amsterdam.

De geschiedenis van de Joden in Nederland begint in de tweede helft van de middeleeuwen.

## Middeleeuwen
Het is waarschijnlijk dat de eerste Joden aankwamen in de 'Lage Landen', het hedendaagse België en Nederland, tijdens de Romeinse verovering van het gebied aan het begin van de jaartelling. Er is weinig over bekend, behalve dat ze waarschijnlijk niet met erg veel waren. Voor een tijdje bestond de joodse aanwezigheid uit hoogstens enkele kleine geïsoleerde gemeenschappen en verspreide families. Betrouwbaar bewijsmateriaal dateert pas vanaf de 11e eeuw (toen Nederland deel uitmaakte van het Heilige Roomse Rijk) en dit materiaal geeft aan dat gedurende en na die tijd de Joden regelmatig vervolgd en verdreven werden. Vroege bronnen uit de 11e eeuw en 12e eeuw vermelden verder officiële debatten, of geschillen, tussen christenen en joden, waarin pogingen werden gedaan om de joden van de waarheid van het christendom te overtuigen en te proberen te bekeren.
Vanaf de 13e eeuw zijn er bronnen die aangeven dat Joden in Brabant en Limburg leefden, vooral in grotere steden als Brussel, Leuven, Tienen en Maastricht. Bronnen uit de 14e eeuw vermelden ook Joodse bewoners in de steden Antwerpen en Mechelen en in het noordelijke deel van het hertogdom Gelre. De Maastrichtse Jodenstraat (Limburgs: Jäöstraot) uit 1295 geldt als een ander oud bewijs van hun bestaan.
Tijdens de pestepidemie die woedde vanaf de 14e eeuw tussen 1347 en 1349 werden Joden ervan beschuldigd de openbare waterbronnen vergiftigd te hebben. Men dacht dit omdat veel minder Joden de pest kregen dan anderen en joden maakten vanwege hun geloof geen gebruik van deze waterbronnen. Later zou blijken dat er minder joden aan de pest stierven vanwege de joodse reinigingswetten. Toentertijd wist men nog niet dat pest onder andere werd veroorzaakt en verspreid door slechte hygiëne. Joden werden tijdens de pestperiode als zondebokken vermoord of verdreven. In 1349 werden in diverse IJsselsteden zoals Zutphen alsook in Arnhem, Nijmegen en Utrecht alle daar woonachtige joden levend verbrand.
Joden vielen in het Duitse Rijk rechtstreeks onder de Duitse keizer. Deze kon lager geplaatste hoogwaardigheidsbekleders het recht geven om joden onder hun hoede te nemen. Een hertog of graaf kon dan bijvoorbeeld een zakelijk beroep op de diensten van joden doen. Joden werden door deze grootgrondbezitters ingezet om belasting te innen, wat ze niet bepaald geliefd maakte bij de burgers.
In de 15e eeuw ging de positie van joden er (weer) wat op vooruit. Er werden Jodenbrieven uitgegeven die joden in staat stelden zich (opnieuw) in het kredietwezen te begeven; de rentes die ze daarbij in rekening brachten konden oplopen tot over de veertig procent per jaar.
Al met al waren het tamelijk kleine aantallen joden die toentertijd in Nederland leefden. In tegenstelling tot in andere Europese landen, hoefden joden in Nederland niet in aparte (ommuurde) stadswijken, getto's, te wonen. Ook hoefden ze geen merkteken te dragen. Wel waren verreweg de meeste beroepen verboden voor joden, mochten Joden absoluut geen opmerkingen maken over het christendom en mochten ze alleen in eigen kring trouwen..

## Nieuwe tijd
Pas aan het einde van de 16de eeuw, kwamen er grotere groepen joden naar Nederland. De eerste groep, Sefardische Joden, was afkomstig uit Spanje en Portugal. Deze joden waren op de vlucht voor de inquisitie, die hen voor de keuze stelde: zich bekeren tot het katholicisme of vertrekken. Vele joden vertrokken naar Noord-Afrika of het Ottomaanse Rijk. Een kleinere groep trok naar het noorden, in aanvang vooral naar Antwerpen. Aan het begin van de 17e eeuw zochten ze ook een heenkomen in Holland. In 1604 had de Alkmaarse vroedschap als eerste stadsbestuur in Holland officieel ingestemd met de komst van joden, en wel door het vaststellen van een "jodenreglement": mits ze zich behoorlijk gedroegen, konden ze in alle vrijheid hun geloof beleven. Wel was het hen verboden te trouwen met christenen, of christenen te bekeren tot het jodendom. Soortgelijke verdraagzame reglementen werden ook door Haarlem (1605) en Rotterdam (1610) vastgesteld. Vanuit het streng calvinistische Amsterdam kwam hierop scherpe kritiek in de Staten van Holland. Johan van Oldenbarnevelt, de raadspensionaris, vroeg daarop aan Hugo de Groot, de pensionaris van Rotterdam en opsteller van het Rotterdamse jodenreglement, en aan Adriaan Pauw, afgevaardigde van Amsterdam en zoon van de rechtlijnige burgemeester Reinier Pauw, om tezamen een jodenreglement op te stellen voor heel Holland. Deze poging mislukte echter, waarop Amsterdam in 1616 een eigen reglement uitvaardigde. Hierin werd het in stilte belijden van de joodse godsdienst gedoogd, maar werd elke uiting van dat geloof verboden. Na enige tijd werd deze bepaling echter soepel gehandhaafd.
Met 10.000 joden had Amsterdam rond 1700 de grootste joodse gemeenschap in West-Europa. De Sefardische joden zijn tot op heden te herkennen aan achternamen zoals Pereira, Jessurun Lobo, Franco Mendez, Cardozo, del Castilho, Nunes, De Pinto, Texeira de Mattos of Vas Dias. Vele Sefardische joden waren al in goeden doen toen ze in Nederland terechtkwamen. Uit hun land van oorsprong -Portugal of Spanje- namen ze handelscontacten mee. Spanje en Portugal waren toen immers grote spelers op het wereldtoneel en ook sterk vertegenwoordigd in de handel. Sefarden financierden onder andere reizen van de Oost-Indische Compagnie en traden ook op als huisbankiers van de Oranjes. In de 18e eeuw speelden ze een belangrijke rol in het culturele leven. Ook in Nederland kwamen de Sefarden veelal in de handel terecht (een groot aantal beroepen was nog steeds verboden voor Joden). Sefarden hadden een belangrijk aandeel in de Hollandse Gouden Eeuw, een tijd waarin handelaren nog rijker en machtiger werden.
In de 17e eeuw woedde de Dertigjarige Oorlog (1618-1648) bij onze oosterburen, tijdens die oorlog nam ook de vervolging van joden toe. Hoogduitse en Oost-Europese joden weken uit naar Nederland. Ze worden Asjkenazische joden genoemd en komen uit landen als Duitsland, Polen en Rusland. Aan hun achternamen is deze afstamming nog te zien, bijvoorbeeld Polak, Hamburger, Bremer, Moszkowicz en Van Praag. De Asjkenazische joden kozen later ook vaak namen van dieren of vruchten tot achternaam zoals: De Hond, De Haan, Schaap, Appel en Citroen. In tegenstelling tot veel Sefardische joden waren de Asjkenazische joden bepaald niet rijk, ze vonden hun werk op het platteland (als dagloner of turfsteker), in de ambulante handel of als slager, veehandelaar en kleine neringdoenden vooral op markten.
Beide groepen leefden jarenlang geïsoleerd van elkaar, en hadden in Amsterdam elk hun eigen synagoge.

### Discriminatie
Joden mochten in de overwegend protestantse Republiek der Zeven Verenigde Nederlanden oorspronkelijk geen lid worden van een gilde en dus vrijwel geen enkel beroep uitoefenen. Sommigen zochten hun heil in het kredietwezen of de handel, verreweg de meesten probeerden echter als venter, marskramer of los-vaste arbeider wat te verdienen. De gilden verzetten zich in 1748 tegen de levendige straathandel. Handhaving van de strenge regels leverde rellen op en kritiek van de invloedrijke Isaac de Pinto.

## Franse tijd
Begin 1795 maakte een inval van het Franse leger een eind aan het bestaan van de Republiek der Zeven Verenigde Nederlanden. Dit werd het begin van de Franse tijd. De Fransen namen de macht over van de regentenaristocratie en legden daarmee de basis voor de Bataafse Republiek en de eenheidsstaat zoals die er nu uitziet. Niet lang na de komst van de Fransen richtte een kleine groep Joden onder leiding van Mozes Asser in Amsterdam een patriottenclub op. Onder de naam Felix Libertate (Gelukkig door Vrijheid) hielden zij in een lokaal aan de Nes hun eerste openbare vergadering met de bedoeling zich actief in te zetten voor gelijke rechten voor alle Joodse burgers in Nederland. De tijd was rijp voor dit streven, omdat het nieuwe bewind met tal van gevestigde tradities wilde breken. Het was de tijd van de Verlichting, een tijd van nieuw elan. Om zich van aandacht verzekerd te weten, richtten de Libertate-leden zich onophoudelijk met rekesten tot de leden van de Nationale Vergadering.
De Nationale vergadering van de Bataafse Republiek (de toenmalige regering) stelde de Joden op 2 september 1796 volledig gelijk aan de leden van andere (religieuze) gezindten. Per die datum werd een besluit afgekondigd dat geen Jood zal worden uitgeslooten van eenige rechten of voordeelen die aan het Bataafsch Burgerregt verknocht zyn. Dat de Vergadering met het gelijkheidsideaal instemde was niet zo verwonderlijk tegen de achtergrond van het tijdens de Franse Revolutie gehanteerde adagium van 'Vrijheid, gelijkheid en broederschap'. In hetzelfde jaar (1796) werd de uitsluiting van Joden van het lidmaatschap van gilden ongedaan gemaakt. Met het aannemen van het decreet werd weliswaar een belangrijke stap gezet in het emancipatieproces van de Nederlandse Joden, maar voltooid was dat allerminst. Na 1796 drongen zij slechts langzaam door tot andere beroepen. De burgerlijke gelijkstelling was vooral van toepassing op mannen die het maatschappelijk al hadden gemaakt. Aan vrouwen, kleine zelfstandigen en zeker voor de grote massa van het zogenoemde lompenproletariaat gingen de positieve effecten van het inburgeringsdecreet voorbij. Voor de wet waren Joden nu weliswaar gelijk aan andere Nederlanders, maar in de praktijk was dat nog lang niet het geval. In Amsterdam, de enige West-Europese stad die voor de Franse Revolutie op geen enkele wijze de immigratie van Joden had beperkt, was de rechtsongelijkheid nog steeds sterk merkbaar. Zeker zestig procent van de Joden leefde geheel of gedeeltelijk van de bedeling. Het tij keerde, toen zich rond 1850, op de golven van de economische vooruitgang, een Joodse middenklasse profileerde. Een voorbeeld van deze ontwikkeling is de Joodse ondernemer Abraham Tuschinski.
De Franse koning Lodewijk Napoleon rekende de Joden tot de “Hollandse natie” en dus niet meer tot een aparte gemeenschap. De Joodse gemeenten bundelde hij door instelling van het Opperconsistorie (1808). Koning Willem I maakte van dit consistorie in 1814 de 'Hoofdcommissie tot de Zaken der Israëlieten'. Het consistorie werd later onderverdeeld in een apart Nederlands-Israëlitisch (voor de Asjkenazische Joden) en een Portugees-Israëlitisch kerkgenootschap (voor de Sefardische Joden). Hoewel er nog steeds een scheiding was tussen Asjkenazim en Sefarden waren de inkomensverschillen tussen beide groepen Joden afgenomen. Na de Gouden Eeuw waren de Sefarden armer geworden en de Asjkenazim iets rijker. In de 19e eeuw behoorden de meeste Joden tot de onderste tree van de economie. Sefardische en Asjkenazische Joden gingen meer met elkaar om en begonnen ook meer onderling te trouwen.

### Achternamen
Bij de invoering van de Burgerlijke Stand eiste Napoleon in 1811 dat ook Joden een achternaam zouden aannemen, waarbij het gebruik van namen van steden uit het beloofde land verboden werd. Bovendien werd gewerkt aan een nieuwe Bijbelvertaling, die zowel voor joden als christenen aanvaardbaar zou zijn. Het gebruik van het Jiddisch werd ontmoedigd om de emancipatie te bevorderen.
Iedereen was verder vrij om zelf een naam te bedenken en aan te nemen. De meeste in Nederland aangenomen Joodse achternamen zijn te verdelen in enkele categorieën: plaats van herkomst, patroniemen en beroep. Daarnaast kwamen de traditionele namen Cohen en Levi veel voor
Voorbeelden van namen in deze categorieën zijn:
- Plaats van herkomst: Van Praag, Metz, Swaab, Elburg en vooral Frankfurt.
- Patroniemen: Davids of Davidson, Jacobs, Meijer, Salomon en Wolf. Ook bijvoorbeeld Appel, afgeleid van de koosnaam voor Abraham.
- Beroepen van het Joodse proletariaat zoals Komkommer, Porcelijn, Goudsmit en Kleerekoper.

## Emancipatie van de Joden
Met de opkomst rond de eeuwwisseling (1900) van het socialisme en de vakbeweging begon er langzamerhand iets ten goede van de grote massa kansarmen te veranderen. Die ontwikkeling was mede te danken aan de inspanningen van de Joodse vakbondsman en medeoprichter van de socialistische SDAP, Henri Polak. Als voorzitter van de Algemene Nederlandse Diamantbewerkers Bond stond hij aan de wieg van een vereniging, die na de Tweede Wereldoorlog model zou staan voor de moderne vakbeweging. Ook de Communistische Partij van Nederland met de Jood Saul (later Paul) de Groot als leider trok veel Joodse leden. Het zionisme, dat de vestiging van een Joodse staat propageerde, vond in Nederland weinig aanhangers. Wel waren er diverse opleidingscentra voor pionierswerk in Palestina en bestond er een zionistische jeugdorganisatie. De rechtstreekse bemoeienis van de arbeidersbeweging bracht het emancipatieproces van de grote groep arme Joden in een stroomversnelling. De invoering in 1919 van het algemene kiesrecht voor mannen en vrouwen was de voltooiing van dat lange proces. Dat er gestreden moest worden voor vrouwenkiesrecht heeft indirect te maken met Aletta Jacobs. Oorspronkelijk stelde de wet alleen een loongrens om te mogen stemmen. Doordat zij niet alleen de eerste vrouw in Nederland was die officieel werd toegelaten tot de universiteit maar ook de eerste vrouwelijke arts was, voldeed ze aan deze loongrens, en wilde ze gebruik maken van haar stemrecht. Pas na haar poging werd het mogelijk voor vrouwen om in 1919 te stemmen expliciet in de wet opgenomen.
Andere prominente Nederlandse Joden waren: Jozef Israëls (schilder), Tobias Asser (winnaar Nobelprijs voor de Vrede in 1911), Gerard Philips (oprichter NV Philips' Gloeilampenfabrieken (Koninklijke Philips)), Lodewijk Ernst Visser (jurist en president van de Hoge Raad der Nederlanden), De Brabants-Joodse familiebedrijven uit Oss waaronder margarine-producent Samuel van den Bergh was een van de grondleggers van Unilever. Saal van Zwanenberg was de producent van de Zwan vleesproducten maar misschien nog wel bekender als oprichter van het farmaceutische bedrijf Organon, en daarmee als grondlegger van AkzoNobel. Het bedrijf van Hartog Hartog werd overgenomen door Unilever, de Unox-vleesproducten zijn een voortzetting van de vleesactiviteiten van dit familiebedrijf, Simon Philip Goudsmit (oprichter De Bijenkorf (warenhuis)), Leo Meyer en Arthur Isaac (oprichters HEMA), Leo Fuld (Rotterdams-Joodse zanger), Herman Woudstra (oprichter Hollandia Matzes voorheen: "Paaschbroodfabriek" in Enschede), Eduard Meijers (rechtsgeleerde en grondlegger van het huidige Burgerlijk Wetboek (Nederland)).

## Vluchtelingen in de jaren dertig
Nadat de nazi’s in buurland Duitsland in 1933 aan de macht kwamen en in 1935 de Neurenberger rassenwetten invoerden die de Joden alle burgerrechten ontnamen, kwam een stroom Joodse vluchtelingen op gang richting Nederland. Tot dan toe had Nederland een liberaal toelatingsbeleid, dat vluchtelingen in staat stelde vrij gemakkelijk asiel te krijgen. Vanaf 1935 verscherpte de regering echter de eisen: alleen bemiddelde Joodse vluchtelingen werden nog toegelaten, anderen moesten bewijzen bij terugkeer naar hun woonplaats in levensgevaar te verkeren, wilden ze kans maken op een verblijfsvergunning. Dit bewijs was echter lastig te leveren, zodat weinig Duitse en Oostenrijkse Joden het land binnen konden komen.
De regering had meerdere redenen voor deze verscherping. Om te beginnen had de wereldwijde economische malaise ook in Nederland tot een torenhoge werkloosheid geleid. Een omvangrijke stroom vluchtelingen kon het land in deze omstandigheden niet aan, redeneerde het kabinet. In de tweede plaats vreesde de regering dat de toelating van grote groepen Joden het opkomende antisemitisme in de kaart zou spelen. Hoe meer Joden Nederland toeliet, hoe meer aanleiding de bevolking had hen te haten, zo dacht men. Het groeiende ledenaantal van de nationaalsocialistische NSB werd met argusogen bekeken.
In de aanloop naar de oorlog scherpte Nederland de toelatingseisen nog verder aan en werd de grens uiteindelijk geheel gesloten voor Joodse vluchtelingen. De Anschluss van Oostenrijk bij Duitsland in 1938 en de Kristallnacht in datzelfde jaar veroorzaakten een nog grotere stroom Joodse vluchtelingen. In mei 1938 bepaalde minister van Justitie Carel Goseling dat Joden voortaan als ongewenste vreemdelingen werden beschouwd. Juist toen Joodse vluchtelingen konden bewijzen in levensgevaar te verkeren, ging de grens op slot. Nederland verscherpte zijn toelatingsbeleid ook om niet uit de pas te lopen bij andere staten in Europa. Als andere staten strengere eisen stelden, kon Nederland weleens een vrijhaven worden voor vluchtelingen, dacht de regering.
In november 1938 kwam Anton Mussert, voorzitter van de NSB, nog met een plan om een Joods nationaal tehuis op te richten in de Guyana's, in Zuid-Amerika, het plan-Mussert. Hiervan kwam echter niets. Wel werd het plan na de oorlog opgepikt door de Freeland League en inspireerde het Saramaccaproject, een plan om 30.000 Joodse vluchtelingen in Suriname te vestigen.

## Holocaust

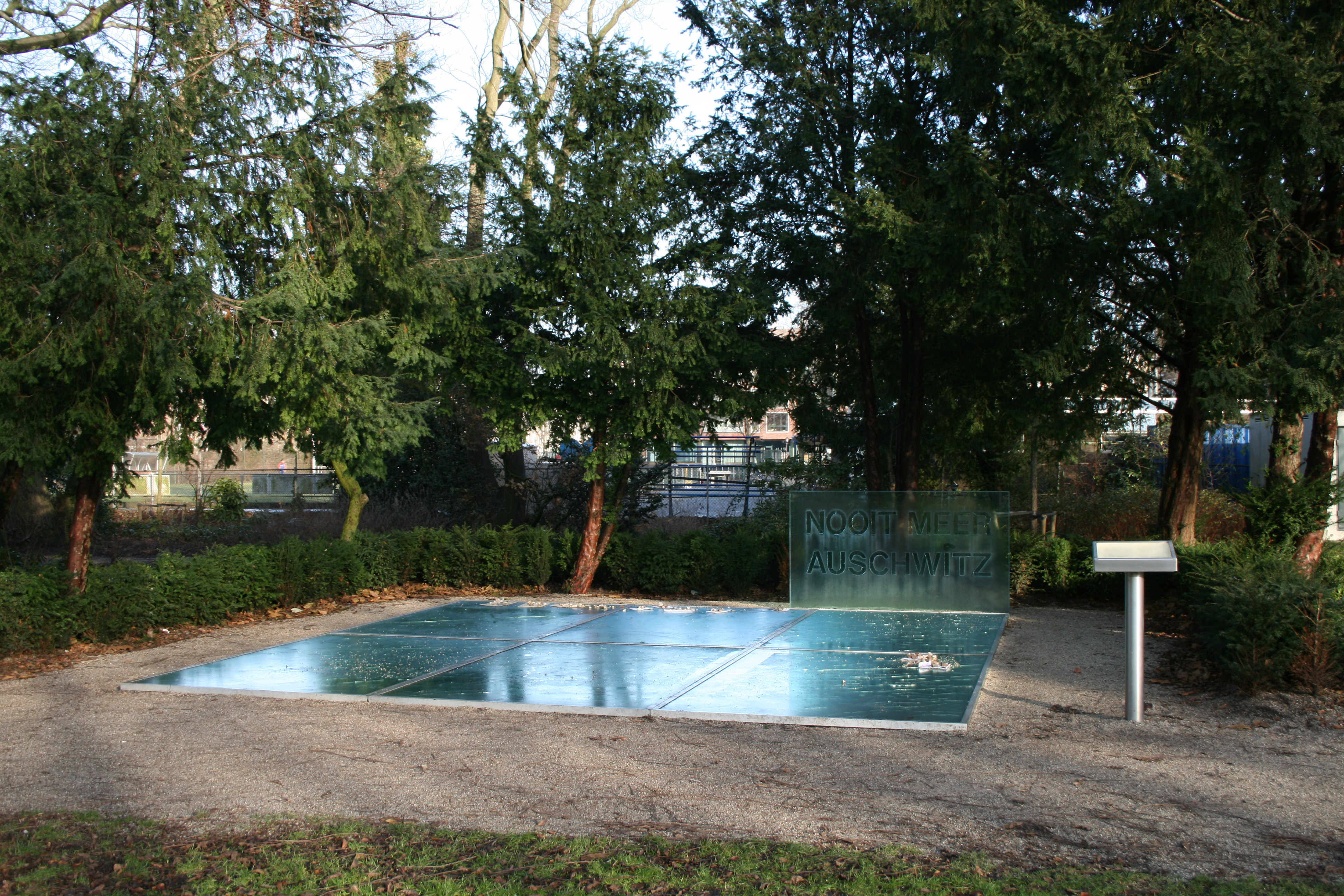
Het Auschwitzmonument door Jan Wolkers in het Wertheimpark in Amsterdam.

In de Tweede Wereldoorlog vond de Holocaust plaats, het streven van de nazi's om alle Europese Joden uit te roeien. Ongeveer een jaar na de bezetting, op 19 mei 1941 nam de top van het Duitse Reichskommissariat Niederlande (Seyss-Inquart en zijn vier Generalkommissare) het besluit dat alle Joden uit Nederland zouden moeten verdwijnen.
Nadat de Duitse bezetters allerlei beperkende en discriminerende maatregelen tegen Joden hadden ingevoerd, waaronder een verbod om te studeren aan een universiteit, kwamen vanaf 1942 de razzia's op gang. Sommige Nederlanders namen Joodse onderduikers in huis op, maar anderen, onder wie veel leden van de Duitsgezinde Nationaal-Socialistische Beweging (NSB), hielpen de Duitsers juist bij de opsporing en arrestatie van Joden.
Van de naar schatting 140.000 Joden die Nederland in mei 1940 telde, zijn er ongeveer 101.800 vermoord. De meesten van hen werden vermoord in vernietigingskampen, doodgemarteld, verhongerd of op andere wijze om het leven gebracht. Verwaarloosde en uitgeputte gevangenen werden het slachtoffer van besmettelijke ziektes zoals tyfus.
In totaal zijn in Europa door de nazi's bijna zes miljoen Joden omgebracht. 75% procent van de Joodse bevolking in Nederland overleefde de Duitse bezetting niet. In België en Frankrijk bedraagt dat percentage ca. 40 procent. In Luxemburg was het even hoog als in Nederland. In Duitsland en Oostenrijk was het hoger, namelijk 84%, en in Tsjechië 90%.
Verschillende Nederlandse overheden hebben actief met de nazi's meegewerkt. In 2020 bood toenmalige premier Mark Rutte zijn excuses omdat de Nederlandse regering in de oorlog "tekortgeschoten is als hoeder van recht en veiligheid". Ook Maastricht en Roermond boden excuses aan. In 2025 bood burgemeester Femke Halsema namens het stadsbestuur van de gemeente Amsterdam daarvoor excuses aan. Volgens haar heeft de gemeente Amsterdam "haar Joodse inwoners gruwelijk in de steek gelaten'.

## Herstel na de oorlog
De weinige Joden die na de oorlog uit de kampen terugkeerden waren getraumatiseerd, berooid of van al hun bezittingen beroofd. Hun woningen van voor de oorlog bijvoorbeeld waren inmiddels door anderen bewoond en zij moesten zich een plek hervinden, meestal zonder enige hulp van familie, die immers omgebracht was. Juridische conflicten betreffende Joods vooroorlogs bezit dat in handen van anderen was gekomen duren tot vandaag voort. Jonge mensen vonden het na de oorlog vaak moeilijk hun studie weer op te nemen. Onder die omstandigheden trokken vele overlevenden naar Israël, anderen probeerden ondanks alles hun leven in Nederland weer voort te zetten.
Het heeft lang geduurd voordat Nederlandse Joden zich van het trauma van de Holocaust konden herstellen en voor velen zullen de (geestelijke) wonden nooit genezen. Niet alleen de overlevenden van de Holocaust zelf, maar ook hun kinderen en kleinkinderen (de tweede en derde generatie oorlogsslachtoffers), leefden met voortdurende gedachten aan de confrontatie met de dood onder de vreselijkste omstandigheden.
Voor veel Nederlandse Joden blijft het beladen om met buitenstaanders over de eigen afstamming te spreken. Volgens een telling verricht door het Joods Maatschappelijk Werk (JMW) leefden er in het jaar 2000 tussen de 41.000 en 45.000 Joden in Nederland, onder wie ongeveer 10.000 Joden uit Israël die hier wonen vanwege studie of werk. Het JMW heeft bij zijn telling zowel moeder- als vaderjoden meegeteld. Iedereen met één Joodse ouder werd zo aangemerkt als Joods. Volgens de Joodse wetten (halacha) is alleen iemand met een Joodse moeder Joods. Met die wetten is bij deze telling geen rekening gehouden. Ook bekeerlingen (mensen die officieel zijn toegetreden tot de Joodse gemeenschap) zijn meegeteld.

## Hedendaags antisemitisme in Nederland
Sinds de Tweede Wereldoorlog brengen uitingen van antisemitisme (haat tegen Joden) herinneringen aan de Shoah (of Holocaust) naar boven. Een deel van de critici van de staat Israël maakt geen onderscheid tussen (Nederlandse) Joden en Israëliërs. Aan de andere kant wordt kritiek op het beleid van de staat Israël verward met antisemitisme. Het kwam voor dat in het voetbalstadion kwetsende leuzen werden geroepen. Regelmatig verschijnen publicaties dat het in sommige buurten in Amsterdam, maar ook elders in Nederland, gevaarlijk kan zijn om met een keppeltje op over straat te lopen, onder andere in 2003 en 2019. Herman Loonstein, bestuurder van de joodse school Cheider, zegt in 2019 zelf te overwegen in Amsterdam-west een pet te dragen in plaats van een keppel. Het Israëlische restaurant HaCarmel in Amsterdam-Zuid wordt regelmatig getroffen door antisemieten, die de ruiten bespugen of besmeuren. Ook de Israëlische vlag wordt regelmatig weggehaald. In 2017 gooide een Syriër de ruiten van het restaurant in.
Het komt voor dat synagogen en joodse graven worden beklad. Ook op internetfora wordt uiting gegeven aan antisemitische gevoelens. Hierdoor bestaat de indruk, vaak gevoed door persoonlijke ervaringen van Joden, dat het antisemitisme in Nederland eerder toeneemt dan daalt. Dit laatste wordt door het CIDI in jaarlijkse onderzoeken bevestigd, onder meer over 2007 en 2019.
Na de Hamas-aanval op Israël op 7 oktober 2023 startte Israël een oorlog in Gaza om Hamas uit te schakelen. In de media veranderde verontwaardiging over de Hamas aanval in het beeld van Israël als agressor. Dit leidde in Nederland tot een sterke stijging van het aantal antisemitische incidenten. 